# Masarykova univerzita
Masarykova univerzita (latinsky Universitas Masarykiana, v letech 1960–1990 Universita Jana Evangelisty Purkyně v Brně) je česká univerzita se sídlem v Brně. Založena byla v roce 1919 jako druhá česká univerzita. Počtem studentů v akreditovaných studijních programech je druhou největší vysokou školu v České republice. Má deset fakult a provozuje mimo jiné své Mendelovo muzeum, univerzitní kino Scala, univerzitní centrum v Telči a polární stanici na Antarktidě. Masarykova univerzita se dlouhodobě umísťuje v žebříčku nejlepších světových univerzit QS TopUniversities. Od roku 2019 je jejím rektorem Martin Bareš.

## Historie

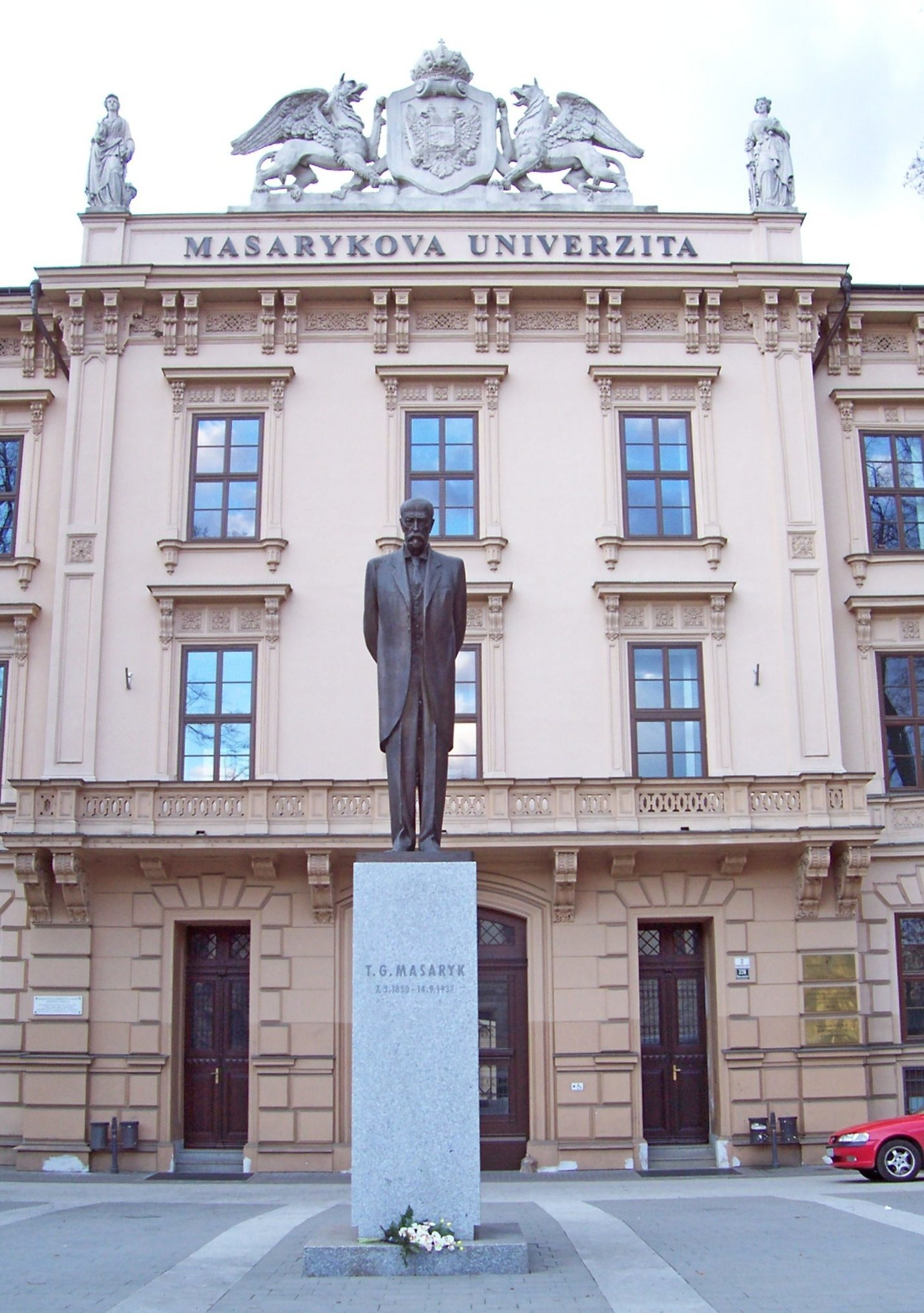
Socha T. G. Masaryka před budovou na Komenského náměstí (bývalá lékařská fakulta)

O vznik Masarykovy univerzity se zasloužil zejména Tomáš Garrigue Masaryk, profesor Univerzity Karlovy a pozdější první prezident Československa. V rámci své vědecké a politické činnosti věnoval pozornost rozvoji československých vysokých škol a již od osmdesátých let 19. století zdůrazňoval potřebu široké konkurence ve vědecké práci. V této souvislosti poukazoval na to, že tehdejší jediná česká univerzita ke svému rozvoji potřebuje konkurenční instituci. Zřízení druhé české univerzity bylo dlouhá léta jednou z jeho politických priorit a měl v této otázce podporu řady profesorů, studentů i široké veřejnosti. Největším problémem se ukázala volba místa pro tuto univerzitu. Ačkoliv všeobecně převládal názor, že by měla být založena v zemském hlavním městě Brně, proti byli zejména brněnští Němci, kteří Brno politicky zcela ovládali a báli se oslabení svého vlivu. To bylo dokonce zdrojem nacionálních konfliktů, které vyvrcholily tragickými pouličními střety v roce 1905 u příležitosti tzv. Volkstagu, při kterých přišel o život český dělník František Pavlík.
Teprve konec války a rozpad Rakouska-Uherska přinesl příznivější podmínky pro založení nové univerzity. Za její sídlo byla navrhována např. i Olomouc, ale přednost byla jednoznačně dána většímu a významnějšímu hlavnímu zemskému městu – Brnu. Zřízena byla jako druhá česká universita zákonem ze dne 28. ledna 1919 č. 50 Sb. z. a n. a v době svého vzniku měla čtyři fakulty (právnickou, lékařskou, přírodovědeckou a filozofickou). Ačkoli zákon předpokládal výstavbu nového univerzitního areálu do roku 1930, podařilo se realizovat pouze budovu právnické fakulty. První logo po založení univerzity zpracoval malíř Eduard Milén. Šlo o kaligrafické iniciály MU, umístěné na heraldickém štítu s pozadím baldachýnové drapérie.
Nacistická okupace způsobila univerzitě těžké ztráty materiální i lidské (například z přírodovědecké fakulty byla popravena nebo umučena čtvrtina profesorského sboru). Další neblahé zásahy následovaly ze strany komunistické moci po únoru 1948. Nejrozsáhlejší čistky proběhly na právnické fakultě, kterou muselo opustit 46 % studentů; v roce 1950 byla zrušena úplně. V letech 1960–1990 nesla univerzita z politických důvodů jméno Universita Jana Evangelisty Purkyně. Roku 1946 byla zřízena pedagogická fakulta, která však mezi lety 1953 a 1964 stála mimo svazek univerzity. V letech 1952–1960 existovala také farmaceutická fakulta.
Obnovení svobodných poměrů po listopadu 1989 umožnilo univerzitě další rozvoj i návrat k původnímu názvu „Masarykova univerzita“. Byly založeny čtyři nové fakulty (ekonomicko-správní, informatiky, sociálních studií, sportovních studií) a byl vystavěn univerzitní kampus. V letech 1998–2005 byla univerzita podle přílohy zákona o vysokých školách z 1998 vedena jako Masarykova univerzita v Brně. V roce 2006 se sídelní město, mylně uváděné v názvu, opět vypustilo. Až do září 2016 tak Masarykova univerzita byla podle této přílohy zákona ze všech veřejných a státních vysokých škol jedinou, která u svého názvu neuváděla své sídlo. V roce 2020 byla obnovena farmaceutická fakulta.
Univerzita od 1. března 1999 používá pro administrativu studia svůj vlastní informační systém. Za jeho vývoj a inovace obdržela v roce 2005 evropskou cenu EUNIS Elite Award. Mezinárodní spolupráce je realizována mimo jiné v rámci Compostela Group of Universities a Utrecht Network. Od roku 2005 vydává univerzita vlastní zpravodajský měsíčník Muni, jenž se v roce 2012 stal Firemním médiem roku v kategorii tiskovina veřejné a státní správy v soutěži pořádané Komorou PR. Podpisem memoranda o spolupráci se spolkem Wikimedia Česká republika se Masarykova univerzita od roku 2015 zavázala k účasti na rozvoji internetové encyklopedie Wikipedie. Pravidelně se každý rok v hale Rondo koná hokejový souboj s výběrem Vysokého učení technického, Masarykova univerzita celou sérii vede. Při příležitosti blížícího se 100. výročí svého založení se Masarykova univerzita rozhodla začít od března 2018 používat nové logo a vizuální styl. Vybrán byl návrh pražského Studia Najbrt, který odkazuje k brněnské funkcionalistické tradici. Logo je prostým provedením zkratkového slova „MUNI“ v nově vzniklém stejnojmenném písmu.
Po ruském vpádu na Ukrajinu se univerzita 15. dubna 2022 rozhodla mimořádně vyhlásit další období pro podávání přihlášek ke studiu v terciárním vzdělávání, kdy mohli přihlášku dodatečně podat ukrajinští občané, pobývající na území ČR v azylovém režimu tzv. dočasné ochrany. Dodatečné období trvalo od 15. dubna do 31. května 2022.

## Fakulty
Masarykova univerzita se v současnosti skládá z deseti fakult. Čtyři z nich byly založeny již při vzniku univerzity v roce 1919, jsou to Právnická fakulta (zkratkou PrF), Lékařská fakulta (LF), Přírodovědecká fakulta (PřF) a Filozofická fakulta (FF). Po druhé světové válce vznikla roku 1946 Pedagogická fakulta (PdF), jejíž založení bylo plánováno již při vzniku univerzity, ale zůstalo tehdy jen ve stádiu úvah, a v roce 1952 Farmaceutická fakulta (zkratka FaF), která však byla roku 1960 zrušena. Po sametové revoluci došlo v reakci na změněné politicko-hospodářské poměry k založení Ekonomicko-správní fakulty (ESF, 1990). V roce 1994 se z Přírodovědecké fakulty vydělila Fakulta informatiky (FI), v roce 1998 oddělením od Filozofické fakulty vznikla Fakulta sociálních studií (FSS) a roku 2002 byla založena dosud nejmladší Fakulta sportovních studií (FSpS). V roce 2020 byla obnovena Farmaceutická fakulta.
Právnická fakulta v důsledku politických změn krátce po nástupu komunismu roku 1950 zanikla a obnovena byla až v roce 1969. Pedagogická fakulta byla roku 1953 vyčleněna jako samostatná Vyšší pedagogická škola v Brně a posléze od roku 1959 fungovala jako tzv. Pedagogický institut v Brně, než se v roce 1964 vrátila do svazku univerzity.
V krátkém období let 1952–1960 existovala na Masarykově univerzitě Farmaceutická fakulta, která navázala na studium farmacie realizované po druhé světové válce na Přírodovědecké fakultě. Když byla vládním nařízením zrušena, studium bylo převedeno do Bratislavy a Brno se obnovení vlastní farmaceutické fakulty dočkalo až v roce 1991, tehdy už však jako součásti samostatné Vysoké školy veterinární (poté nesoucí název Veterinární a farmaceutická univerzita Brno). Farmaceutická fakulta MU byla obnovena v roce 2020, kdy fakticky došlo k přechodu fakulty VFU pod hlavičku MU.
V letech 1990–1991 byly součástí Masarykovy univerzity i dvě nově založené fakulty ve Slezsku (Filozofická fakulta v Opavě, Obchodně podnikatelská fakulta v Karviné), které se roku 1991 staly základem nově zřízené Slezské univerzity.

### Právnická fakulta
Právnická fakulta patří mezi nejstarší fakulty univerzity, ačkoli za komunistického režimu byla na čas zrušena. Jako jediná sídlí v budově, která měla být součástí původně plánovaného prvorepublikového univerzitního areálu na Veveří. Během meziválečného období byla významným střediskem právní vědy, pěstovala se zde normativní teorie práva.
Hlavním oborem fakulty je pětiletý magisterský obor Právo a právní věda. Fakulta též nabízí různorodé bakalářské programy, specializované na veřejnou správu či podnikání. Doktorské studium nabízí v jedenácti specializacích v češtině a čtyř v angličtině.

### Lékařská fakulta
Také lékařská fakulta patří mezi první fakulty Masarykovy univerzity. Dříve sídlila na Komenského náměstí, ale od roku 2010 je umístěna v univerzitním kampusu v Brně-Bohunicích. Spolupracuje s Fakultní nemocnicí Brno, Fakultní nemocnicí u sv. Anny a s Masarykovým onkologickým ústavem.
Základním studijním oborem je šestiletý obor Všeobecné lékařství, kromě něj také pětiletý obor Zubní lékařství a lze pokračovat i v doktorském studiu (Ph.D.). Dále fakulta nabízí bakalářské studium pro zdravotní sestry, porodní asistentky, záchranáře nebo se specializací na fyzioterapii, radiologii, optometrii, nutriční poradenství a další.

### Přírodovědecká fakulta
Přírodovědecká fakulta svou činnost po založení univerzity zahájila postupně a stejně tak pro ni byly postupně adaptovány prostory mezi ulicemi Kounicova, Veveří a Kotlářská, včetně botanické zahrady. Další významné rozšíření znamenal až kampus v Brně-Bohunicích.
Na fakultě se realizuje celé spektrum přírodovědných programů a jejich specializovaných oborů. Lze si tak zvolit mezi řadou biologických, chemických, biochemických, fyzikálních, matematických, geografických, antropologických či geologických oborů, a to jak na bakalářské, tak magisterské i na doktorské úrovni.

### Filozofická fakulta
Čtvrtou nejstarší fakultou univerzity je fakulta filozofická, která je dnes největší českou fakultou vůbec. Sídlí proto na více místech, především ale v komplexu budov na ulici Arne Nováka, kde je umístěna i její knihovna.
Filozofická fakulta nabízí velmi mnoho bakalářských, magisterských i doktorských studijních programů v rámci svých filologických (českého jazyka, české literatury a knihovnictví, anglistiky a amerikanistiky, germanistiky, nordistiky a nederlandistiky, baltistiky, románských jazyků a literatur, slavistiky, klasických studií i čínských a japonských studií) a dalších ústavů a kateder (historie, archeologie a muzeologie, pomocných věd historických a archivnictví, evropské etnologie, filozofie, religionistiky, psychologie, dějin umění, estetiky, hudební vědy, divadelních studií, filmu a audiovizuální kultury nebo pedagogických věd).

### Pedagogická fakulta
Pedagogická fakulta vznikla až v poválečném období a už několik let poté byla na čas nahrazena pouze vyšší pedagogickou školou a pedagogickým institutem. Teprve po svém obnovení se stala definitivně součástí univerzity. Sídlí na ulici Poříčí.
Studovat je možno bakalářské, magisterské i doktorské obory na katedrách humanitních (např. anglického, českého, francouzského, německého či ruského jazyka a literatury, historie, psychologie, občanské výchovy, speciální či primární pedagogiky), přírodovědných (biologie, fyziky, chemie, geografie, matematiky, informační a technické výchovy) nebo uměleckých (hudební výchovy, výtvarné výchovy).

### Farmaceutická fakulta
Farmaceutická fakulta existovala krátce v 50. letech 20. století, k jejímu obnovení došlo v roce 2020. Probíhá na ní výuka farmacie, o kterou se stará šest ústavů. Sídlí v areálu Veterinární univerzity (VETUNI) v prostorách její bývalé Farmaceutické fakulty. V budoucnu má sídlit v bohunickém kampusu.

### Ekonomicko-správní fakulta
Mezi mladší fakulty patří fakulta ekonomicko-správní. Zaměřena je na ekonomii, ekonomické informační systémy, finanční podnikání, hospodářskou politiku a management, národní a podnikové hospodářství, regionální rozvoj a správu, které nabízí v bakalářských, magisterských i doktorských studijních programech. Sídlí v nově postavené budově v Brně-Pisárkách na ulici Lipová.

### Fakulta informatiky
Fakulta informatiky vznikla v pořadí jako osmá, vyčleněním matematické informatiky z přírodovědecké fakulty. Umístěna je v několika vzájemně propojených budovách na ulici Botanická a studovat na ní lze specializované obory v bakalářském, magisterském i doktorském studijním programu Informatika nebo Aplikovaná informatika.

### Fakulta sociálních studií
Fakulta sociálních studií se vydělila z filozofické fakulty osamostatněním oborů sociologie, psychologie a politologie, které je na ni možné studovat spolu s dalšími obory (např. mediálních studií a žurnalistiky, environmentálních studií, sociální politiky nebo mezinárodních vztahů) na bakalářské, navazující magisterské i doktorské úrovni. Nachází se na Joštově třídě, v budově původně užívané německou technikou.

### Fakulta sportovních studií
Nejmladší fakultou je fakulta sportovních studií, působí v univerzitním kampusu v Brně-Bohunicích, kde se nachází její katedry atletiky, plavání a sportů v přírodě, gymnastiky a úpolů, kineziologie, pedagogiky sportu, podpory zdraví, společenských věd a managementu sportu a sportovních her. Má i centrum univerzitního sportu v tělocvičně Pod Hradem. Také na této fakultě se studium organizuje v rámci bakalářských, navazujících magisterských a doktorských studijních programů.

## Další pracoviště
- Rektorát

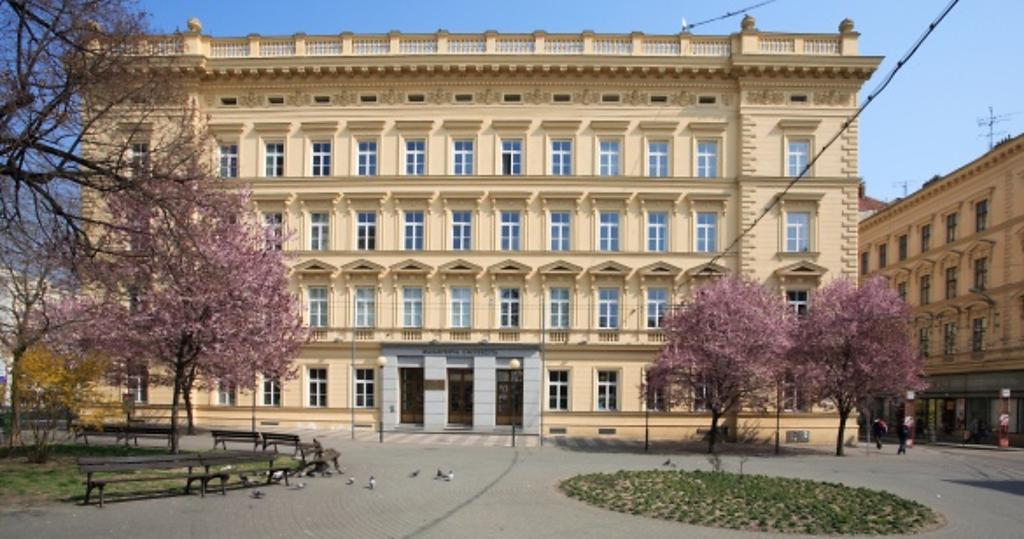
Rektorát Masarykovy univerzity

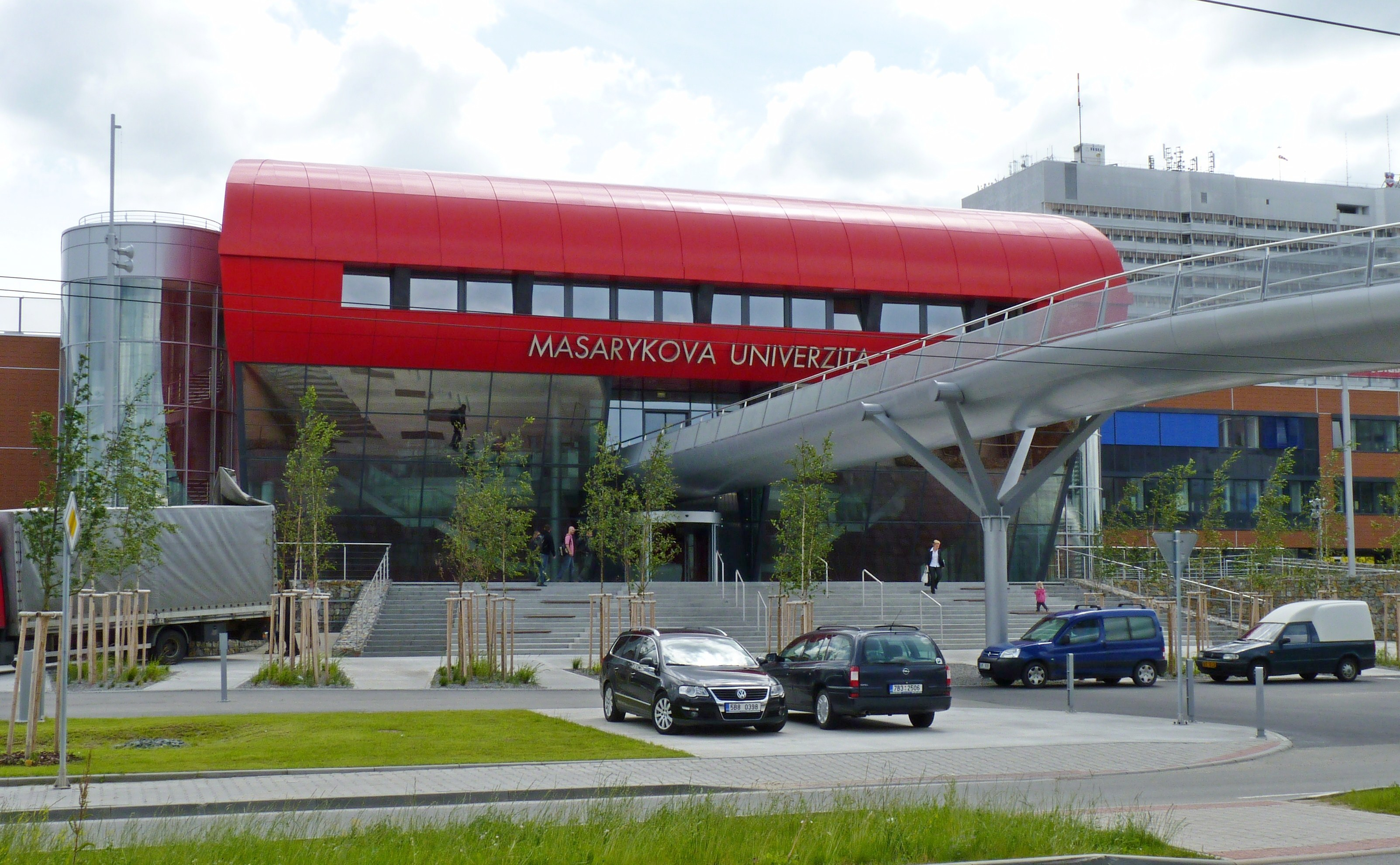
Univerzitní kampus Brno-Bohunice

  - Kariérní centrum Masarykovy univerzity
- Ústavy
  - Ústav výpočetní techniky (ÚVT)
  - Středoevropský technologický institut (CEITEC)
- Jiná pracoviště
  - Archiv Masarykovy univerzity
  - Centrum jazykového vzdělávání (CJV)
  - Centrum zahraniční spolupráce (CZS)
  - Středisko pro pomoc studentům se specifickými nároky (Teiresiás)
  - Centrum pro transfer technologií (CTT)
  - Institut biostatistiky a analýz (IBA)
  - Mendelovo muzeum
  - Centrum vzdělávání, výzkumu a inovací v informačních a komunikačních technologiích (CERIT)
  - Univerzitní centrum Telč
- Účelová zařízení
  - Správa kolejí a menz (SKM)
  - Nakladatelství Masarykovy univerzity
  - Správa Univerzitního kampusu Bohunice (UKB)

Koleje Masarykovy univerzity:
- Koleje Klácelova (Klácelova 2)
- Koleje Komárov Bří Žůrků (Bří Žůrků 5)
- Koleje Komárov Sladkého (Sladkého 13)
- Koleje Kounicova (Kounicova 50)
- Koleje Mánesova (Mánesova 12a)
- Koleje nám. Míru (nám. Míru 4)
- Koleje Tvrdého (Tvrdého 5)
- Koleje Veveří (Veveří 29)
- Koleje Vinařská (Vinařská 5a)

## Univerzitní budovy
Masarykova univerzita využívá množství budov v různých částech města Brna. Rektorát sídlí v Kounicově paláci na Žerotínově náměstí. Již od založení univerzity se uvažovalo o stavbě univerzitní čtvrti, původně na Kraví hoře a na souvisejících pozemcích mezi Žabovřeskami a Veveřím, projekt však od počátku provázely značné průtahy a nakonec se z něj na zamýšleném Akademickém náměstí podařilo realizovat jen budovu právnické fakulty.

### Kampus Bohunice
Univerzitní kampus byl nakonec v Brně-Bohunicích otevřen až v roce 2010, ačkoliv první rozhodnutí o jeho výstavbě bylo vydáno již v roce 1945. Jde o moderní vzdělávací a výzkumně-vývojové centrum zabírající plochu 42 hektarů, které slouží pěti tisícům studentů a tisíci pracovníků lékařské fakulty, přírodovědecké fakulty a fakulty sportovních studií.

### Počítačové studovny
Masarykova univerzita vytváří prostřednictvím Ústavu výpočetní techniky síť studijních a počítačových studoven ve většině budov svých fakult nebo knihoven. Jedná se vždy o prostor s desítkami počítačů, ke kterým se uživatelé přihlašují vlastním účtem (vázaným typicky k osobnímu číslu učo), a s přístupem k tiskovým službám. Po zavedení centralizovaného způsobu správy a jednotné instalace softwaru došlo k výrazné úspoře nákladů a omezení obtíží při provozu studoven.
Největší počítačovou studovnou s nepřetržitým provozem je celouniverzitní počítačová studovna (CPS) s centrálním umístěním na Komenského náměstí a kapacitou 145 počítačů, vybudovaná v roce 2000.

## Rektor

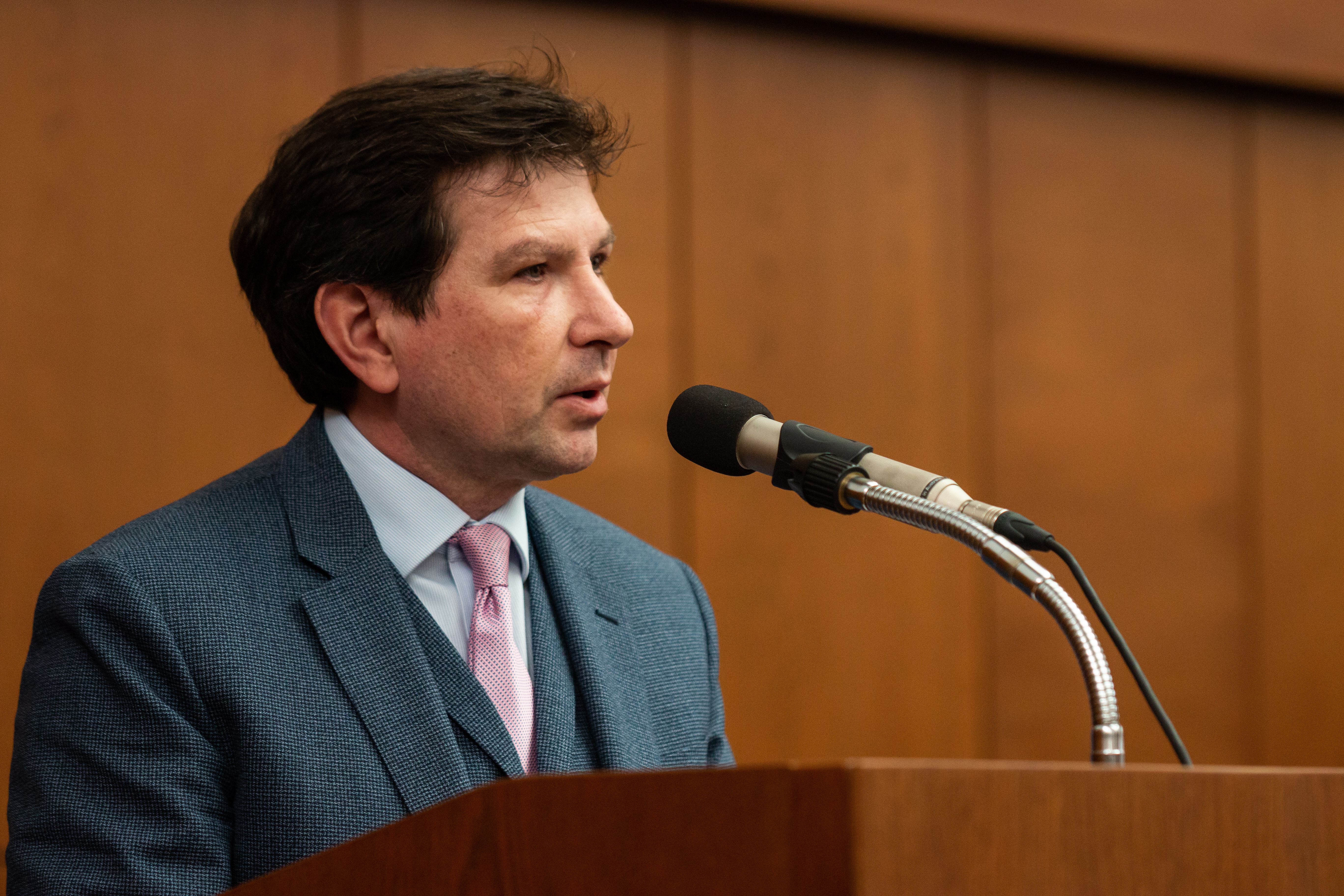
Úřadující rektor Martin Bareš

Ve vedení Masarykovy univerzity se za dobu její existence vystřídalo již 32 rektorů. Prvním rektorem byl profesor ekonomie Karel Engliš, který ke zřízení brněnské univerzity osobně přispěl. Funkční období rektora bylo zpočátku jednoleté, odpovídalo akademickému roku a v úřadě se po roce střídali předchozí děkani tehdejších čtyř univerzitních fakult (v pořadí lékařské, přírodovědecké, filozofické a právnické). Byly mezi nimi významné osobnosti jako např. právníci František Weyr a Jaroslav Kallab nebo fyziolog a zakladatel několika dalších brněnských vysokých škol Edward Babák. Do druhého funkčního období byl poprvé v roce 1939 zvolen stávající rektor, profesor české literatury Arne Novák, když jeho protikandidát z právnické fakulty Rudolf Dominik nezískal pro svou fašistickou orientaci dostatečnou podporu a v akademickém roce 1939/1940 nakonec zastával pouze funkci děkana. Od uzavření českých vysokých škol nacisty 17. listopadu 1939 a smrti nemocného Arna Nováka 26. listopadu 1939 stál do roku 1942 v čele univerzity úřadující prorektor a Novákův předchůdce v rektorské funkci, profesor botaniky Josef Podpěra.
Krátce po osvobození byl 18. května 1945 do rektorské funkce instalován profesor patologické anatomie a dvojnásobný meziválečný děkan lékařské fakulty Václav Neumann, jenž v ní byl následně ještě dvakrát volbou potvrzen. Po ročním mandátu profesora geometrie a bývalého dvojnásobného děkana přírodovědecké fakulty Ladislava Seiferta nastoupil do funkce rektora Masarykovy univerzity první děkan po válce vzniklé pedagogické fakulty a profesor českého jazyka František Trávníček, který v ní setrval dlouhých 11 let a po celou tuto dobu vykonával i funkci poslance Národního shromáždění ČSR za Komunistickou stranu Československa. V roce 1959 Trávníčka jako rektor vystřídal bývalý děkan přírodovědecké fakulty a profesor mikrobiologie Theodor Martinec, který funkci zastával rovněž 11 let, než z ní byl na počátku normalizace roku 1970 pro své politické postoje v době pražského jara odvolán. Uskutečňování normalizace na univerzitě po něm v letech 1970–1973 řídil jako rektor profesor Jaromír Vašků, jenž byl současně (s výjimkou zakladatele Engliše) prvním rektorem, který před výkonem svého úřadu nebyl děkanem některé z fakult (působil pouze v letech 1959–1962 ve vedení lékařské fakulty jako proděkan). S obdobím postupného zmírňování normalizačních tlaků je spjat mandát Vojtěcha Kubáčka, třetího nejdéle sloužícího rektora Masarykovy univerzity (1973–1983). Posledním komunistickým rektorem byl profesor československých dějin Bedřich Čerešňák.
Za sametové revoluce byl v prosinci 1989 akademickou obcí (nikoliv již politickými úředníky) novým rektorem zvolen někdejší děkan filozofické fakulty (z počátku šedesátých let) a pozdější disident, profesor českého jazyka Milan Jelínek. Jako jeden ze čtyř prvních demokraticky zvolených rektorů byl do funkce jmenován prezidentem Václavem Havlem v lednu 1990 a setrval v ní do srpna 1992, kdy coby devětašedesátiletý rezignoval. Nahradil ho profesor fyziky Eduard Schmidt, který byl rektorem v letech 1992–1998. Po něm se na dvě tříletá funkční období (1998–2004) rektorem stal někdejší Jelínkův proděkan a profesor informatiky Jiří Zlatuška, který do té doby zastával funkci děkana fakulty informatiky, již v roce 1994 založil. V letech 2004–2011 byl rektorem profesor politologie Petr Fiala, pozdější ministr školství a předseda vlády. V letech 2011 až 2019 byl po dvě volební období rektorem Masarykovy univerzity docent muzikologie Mikuláš Bek, pozdější ministr pro evropské záležitosti ve vládě Petra Fialy. Jeho mandát vypršel na konci srpna 2019 a jeho nástupcem se od 1. září 2019 stal neurolog Martin Bareš.

## Čestné doktoráty
Za dobu své existence až do roku 2014 udělila Masarykova univerzita čestný doktorát (doctor honoris causa) 120 osobám. Prvním nositelem čestného doktorátu byl skladatel Leoš Janáček, čestný doktorát Masarykovy univerzity obdrželi také syn T. G. Masaryka Jan Masaryk, Masarykův spolupracovník a nástupce v prezidentské funkci Edvard Beneš, Václav Havel nebo Josef Škvorecký.

## Mezinárodní vědecká rada
Úkolem Mezinárodní vědecké rady je pomáhat univerzitě při vytváření vědeckých strategií a poskytovat nezávislé posouzení a poradenství ve vědeckých otázkách. Poprvé se rada ve složení profesor Jiří Jiřičný (předseda rady, ředitel a zakladatel Ústavu molekulárního výzkumu rakoviny Univerzity Curych), profesor Peter Williamson (ředitel studií managementu na Cambridge Judge Business School), profesor Thomas Henzinger (Švýcarský federální technologický institut v Lausanne) a profesorka Marie-Janine Calic (historička specializující se na východoevropské a jihoevropské dějiny, Mnichovská univerzita) sešla 17.–18. října 2016. Jednatelkou rady byla molekulární bioložka Mary O’Connel, která působí na univerzitě v rámci programu ERA Chair od roku 2014. Mezinárodní vědecká rada se schází pravidelně jednou ročně. V roce 2019 se členové rady vyjádřili k nastavení doktorského studia na univerzitě. Thomase Henzingera následně v ISAB nahradil Viktor Kunčak, docent působící na EPFL specializující se na informační technologie a strojové učení.

## Grantová agentura Masarykovy univerzity
Grantová agentura Masarykovy univerzity (GAMU) je interní organizací Masarykovy univerzity poskytující finanční prostředky pro výzkum studentům, vědcům a celým výzkumným týmům z řad Masarykovy univerzity i externím vědcům ve všech stádiích jejich vědecké kariéry, a to prostřednictvím různých grantových schémat:
- HORIZONS – Podpora přípravy mezinárodních grantů
- INTERDISCIPLINARY – Mezioborové výzkumné projekty
- MASH – MUNI Award in Science and Humanities
- MASH JUNIOR – MUNI Award in Science and Humanities JUNIOR
- CAREER RESTART – Podpora začlenění vědeckých pracovníků po přerušení kariéry
- MUNI SCIENTIST – Cena za vynikající výsledky výzkumu

Cílem GAMU je posílit výzkumné prostředí na MU i v celém Jihomoravském kraji, podpořit inovativní mezioborový výzkum, zvýšit prestiž vědecké práce a v neposlední řadě také zlepšit úspěšnost univerzity v získávání prestižních zahraničních grantů.

## Insignie univerzity
- rektorský řetěz s medailí, na které je vyobrazen Tomáš Garrigue Masaryk (avers, revers)
- rektorské žezlo (obrázek)

## Kontroverze
Od roku 2010 byl řešen problém se závadností kohoutkové vody v univerzitním kampusu.
Roku 2016 rozhodl Nejvyšší správní soud o nezákonném výběru poplatku za prodloužení studia studentky ekonomicko-správní fakulty. V roce 2017 brněnský krajský soud rozhodl o nezákonnosti účelového dělení veřejné zakázky při rekonstrukci koleje. V roce 2022 Krajský soud v Brně rozhodl, že Masarykova univerzita nezákonně vyžadovala od studentů potvrzení o očkování, testování nebo prodělání onemocnění covid-19.
V roce 2012 uložil brněnský soud profesorovi filozofie Břetislavu Horynovi z filozofické fakulty peněžitý trest ve výši 50 tisíc korun za posílání výhružných e-mailů spolupracovníkovi. Výpověď obdržel od vedení fakulty v roce 2013.
Docent politologie Pavel Dufek z Fakulty sociálních studií byl v roce 2022 propuštěn kvůli sexuálnímu napadení studentky. Dva učitelé z pedagogické fakulty byli v roce 2023 propuštěni kvůli obvinění studentek ze sexuálního obtěžování a třetí pedagog byl stažen z výuky. V lednu 2025 opustil další politolog Vít Hloušek univerzitu kvůli stížnostem studentek a studentů na jeho chování.